# Lago Udyl'
Il lago Udyl' (in russo озеро Уды́ль?) è un lago d'acqua dolce dell'Estremo Oriente russo nel bacino del fiume Amur. Si trova nell'Ul'čskij rajon del Territorio di Chabarovsk.

## Descrizione
Il lago si trova poco distante dalla riva sinistra dell'Amur, al quale è collegato dal canale Uchta, che esce a nord-est, lungo 36 km. L'affluente più significativo è il fiume Biči (lungo 300 km) che sfocia nella parte nord-ovest del lago. La costa di sud-est del lago è elevata, in alcuni punti rocciosa, con numerose baie e promontori, quella di nord-ovest è bassa e paludosa. L'Udyl' ha una superficie di 330 km² e una profondità massima di 5 metri. Si estende da sud-ovest a nord-est per 50 km, con una larghezza di 10-12 km.
Ci sono quattro isole nel lago: Trëchgorbyj, Čërtov, Čajačij e Kamenistyj. Le ultime due sono massicci rocciosi popolati da colonie di gabbiani. Il lago gela, a seconda degli anni, da fine ottobre a inizio dicembre, fino alla prima metà di maggio. Il ghiaccio raggiunge lo spessore di 1 m, in alcuni inverni rigidi anche di 1,6-1,8 m.

### Flora e fauna
Il lago è ricco di fitoplancton, dominato da alghe azzurre. Lo zooplancton è rappresentato da cladoceri e rotiferi. Il benthos è dominato da chironomidi e oligocheti. La vegetazione acquatica costiera è rappresentata da carici, canna comune, calamo e Calamagrostis langsdorfii.
Il lago, ricco di pesce, è popolato da: luccio dell'Amur, Tachysurus fulvidraco, pesce gatto, gobione, taimen, Chanodichthys mongolicus, Pseudaspius leptocephalus, carpa di Prussia, carpa comune, carpa asiatica, Erythroculter erythropterus, Elopichthys bambusa, Coregonus ussuriensis e Brachymystax lenox. Negli affluenti del lago si trova l'Oncorhynchus e il salmone keta.
Nella pianura alla foce dei fiumi Biči, Bitki e Pil'da, si trova la Riserva naturale statale di subordinazione federale di Udyl', una zona umida di importanza internazionale, soggetta alla Convenzione di Ramsar. Un importante luogo di concentrazione degli uccelli acquatici durante la nidificazione, la muta e la migrazione. Un complesso di specie di uccelli rari e in via di estinzione nidificanti, tra cui le più grandi popolazioni nidificanti locali dell'oca cignoide e dell'aquila di mare di Steller nella regione dell'Amur.